# 拉图新城
拉图新城（法語：Villeneuve-du-Latou，法語發音：[vilnœv dy latu]）是法国阿列日省的一个市镇，属于帕米耶区。

## 地理
拉图新城（43°12'13"N, 1°26'1"E）面积6.52 平方千米，位于法国奧克西塔尼大區阿列日省，该省份为法国西南部内陆省份，西部和北部与上加龙省接壤，东临奥德省，东南至东比利牛斯省接壤，南与安道尔和西班牙接壤。
与拉图新城接壤的市镇（或旧市镇、城区）包括：迪尔福、勒福萨、圣伊巴尔、圣苏珊、加亚克图尔扎、马尔利亚克。

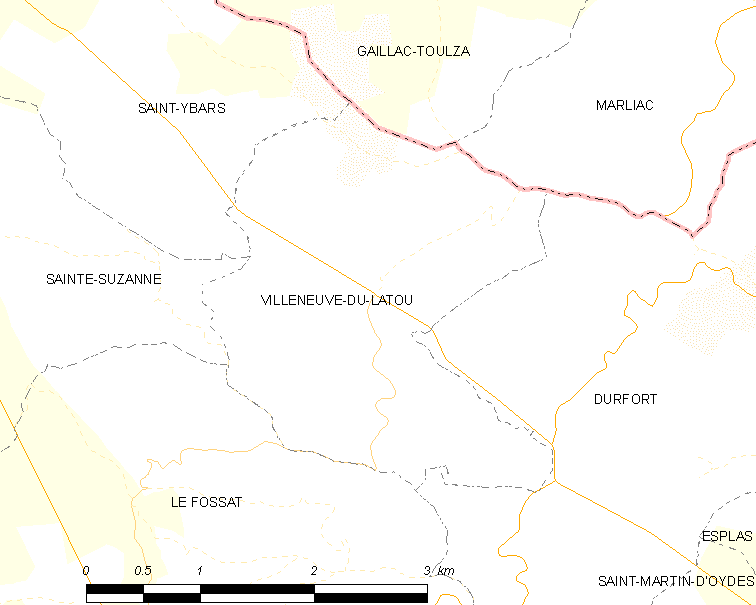
拉图新城的OSM定位图

拉图新城的时区为UTC+01:00、UTC+02:00（夏令时）。

## 行政
拉图新城的邮政编码为09130，INSEE市镇编码为09338。

## 政治
拉图新城所属的省级选区为阿里兹-莱兹县。

## 人口

1962-2008年间拉图新城人口变化图示

拉图新城于2022年1月1日时的人口数量为154人。